# Björkudden (herrgård)

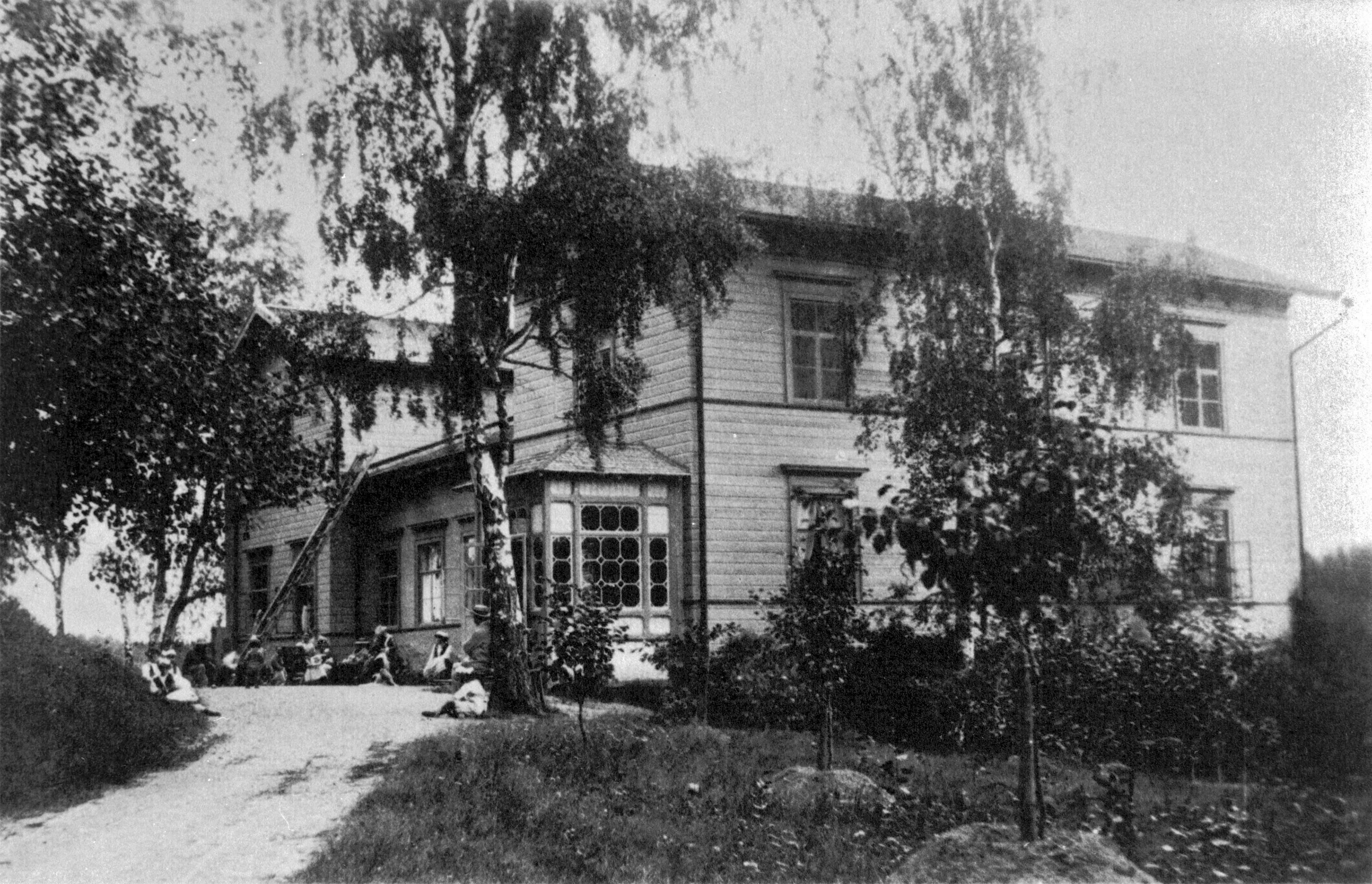
Björkudden år 1879

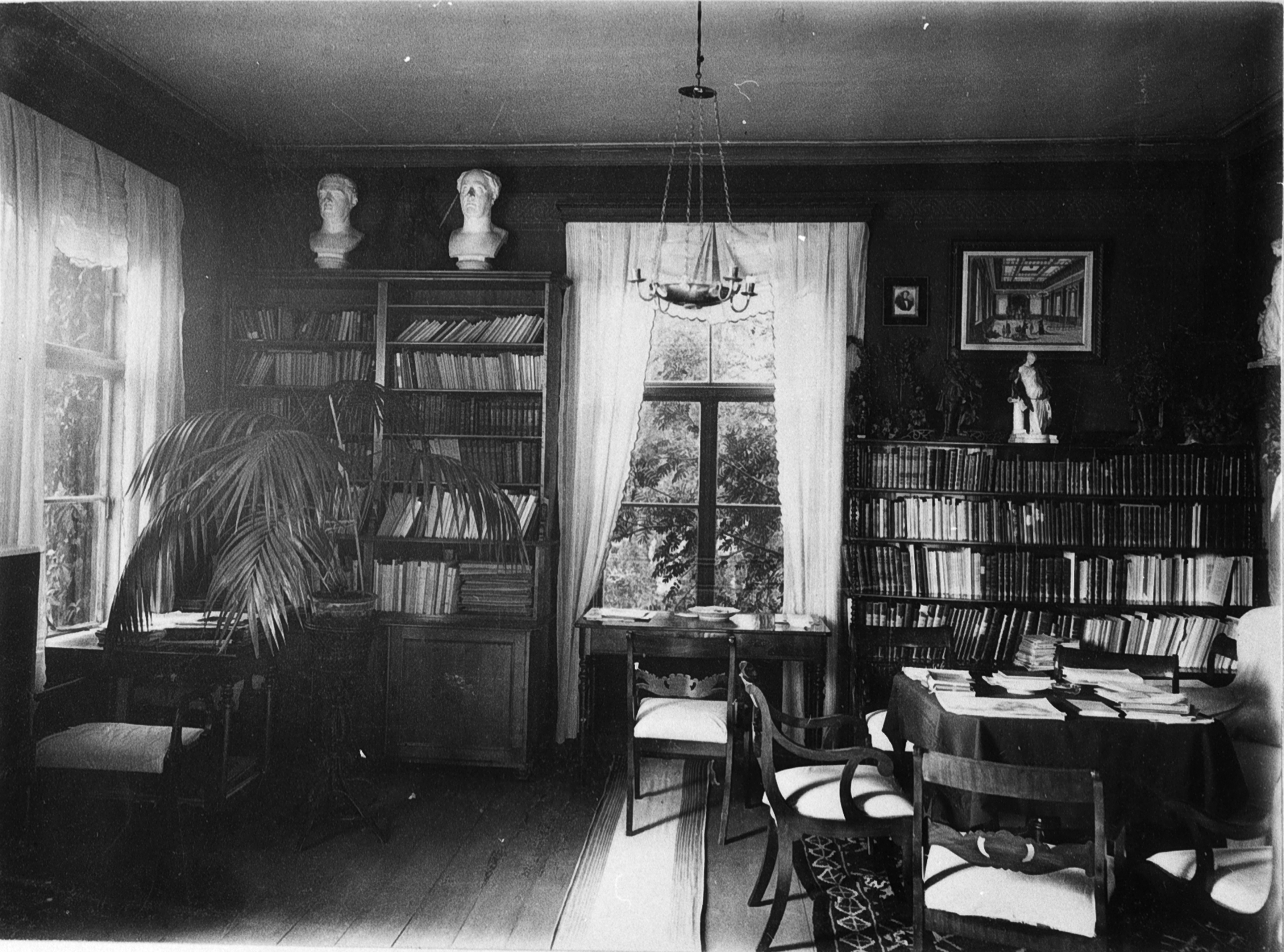
Björkuddens bibliotek

Björkudden (finska: Koivuniemi) är en herrgård i Östersundom i nordöstra Helsingfors (före 2009 i Sibbo, Östra Nyland). Den ritades av arkitekten Wilhelm Linsén och uppfördes år 1859. Björkudden var Zacharias Topelius hem som efter hans död återgick till de förra innehavarna.
Bland Björkkuddens gäster har återfunnits många kulturpersonligheter som till exempel Carl Snoilsky, Karl August Tavaststjerna och Alexandra Gripenberg.